# Petra Madita Pape
 Petra Madita Pape (* 25. Dezember 1969 in Darmstadt als Petra Madita Kübitz) ist eine deutsche Musicaldarstellerin und Schauspielerin. 

## Leben
Petra Madita Pape wurde in Darmstadt als Petra Madita Kübitz geboren und wuchs im südhessischen Bensheim auf. Dort machte sie 1990 am Alten Kurfürstlichen Gymnasium ihr Abitur. Nach dem Abitur begann sie 1990/91 ihre Musicalausbildung am Studio Daniela Glück in München. 1994 schloss sie an der Stage School of Music, Dance & Drama in Hamburg ihre Ausbildung als Musicaldarstellerin ab. Es folgten erste Auftritte als Solistin mit eigenen Programmen auf dem Clubschiff Aida.
Ab 1997 begann ihre Karriere als Musicaldarstellerin. 1997 spielte sie am Theater Aachen die Rolle der Prinzessin Elisa, einer der Schwestern Napoleons, in der Uraufführung des Musicals Catharine mit Maya Hakvoort in der Titelrolle. Für ihre Darstellung erhielt sie 1998 eine Nominierung für den Image-Award in der Kategorie „Beste Nebendarstellerin“.
Sie spielte danach 1997/98 in Les Misérables am Musicaltheater Duisburg und 1999 die Rolle der Sheila  in Hair am Schleswig-Holsteinischen Landestheater. 1999/2000 spielte sie die Magda in Tanz der Vampire am Raimund Theater in Wien unter der Regie von Roman Polański.
In Hamburg spielte sie 2000 Vi Petty/Tante in Buddy - Das Musical. Pape gehörte 2001/2002 zur Premierenbesetzung von Elisabeth in Essen, u. a. als Zweitbesetzung für die Rollen Herzogin Ludovika/Frau Wolf. 2002 spielte sie die Rollen Konny und Garbo in Falco meets Amadeus am TheatrO CentrO in Oberhausen und auf der Wörtherseebühne Klagenfurt. 2003 gastierte sie im Musical Vincent van Gogh von Gisle Kverndokk am Theater Vorpommern als weibliche Hauptrolle in Form von allen vier Frauen (Eugenie, Kee, Sien, Rakel) im Leben Van Goghs.
Bei der Stage Holding Tournee des Musicals Cats gehörte sie in der Spielzeit 2004/05 zur Premierenbesetzung und spielte die Rollen Grizabella, Griddlebone und Gumbie. Bei den Erfurter Domstufenfestspiele trat sie 2005 als Maria Magdalena  in Jesus Christ Superstar auf. Bei den Burgfestspielen Bad Vilbel gastierte sie im Sommer 2006 im Musical Harry & Sally als Sally.
2007 gastierte bei den Thuner Seespielen das erste Mal in der Schweiz; sie sang die Fantine in Les Misérables. 2008 verkörperte sie bei den Erfurter Domstufenfestspielen, neben Yngve Gasoy Romdal als Martin Luther, die weibliche Hauptrolle der Ursula in der Uraufführung von Martin L. – Das Musical. 2009 gastierte Pape am Staatstheater Darmstadt als Maria Magdalena in Jesus Christ Superstar. 2010 gastierte sie am Tiroler Landestheater in Innsbruck, erneut in Les Misérables in der Rolle der Fantine.
Seit 2009 arbeitet Pape auch als Gesangslehrerin und Vocal Coach in Nordrhein-Westfalen.